# Валеријан и царство хиљаду планета
Валеријан и царство хиљаду планета (енгл. Valerian and the City of a Thousand Planets) француски је научнофантастични акциони филм из 2017. године редитеља и сценаристе Лика Бесона. Продуценти филма су Лик Бесон и Вирџини Сила. Музику је компоновао Александре Десплат.
Глумачку екипу чине Дејн Дехан, Кара Делевин, Клајв Овен, Ријана, Итан Хок, Херби Хенкок, Крис Ву и Рутгер Хауер. Светска премијера филма се одржала 21. јула 2017. у Сједињеним Америчким Државама.
Буџет филма је износио 197 000 000 долара, а зарада од филма је 225 200 000 долара.

## Радња
Од визионарског редитеља филмова Пети елемент и Луси, Лика Бесона, долази нови блокбастер Валеријан и царство хиљаду планета у којем ће глумити и планетарно популарна певачица Ријана. 
Валеријан (Дејн Дехан) и Лаурилајн (Кара Делевин) су специјални владини агенти задужени за одржавање реда у целом свемиру. Валеријан има у плану романтичну везу са својом партнерком Лаурилајн, међутим она ће га одбити због његове опсежне прошлости са женама. Под директивом Заповедника (Клајв Овен), Валеријан и Лаурилајн су послати на мисију у међугалактички град Алфа, растућу метрополу која је састављена од хиљаду планета. Алфа има седамнаест милиона становика који су ујединили своје таленте, технологију и ресурсе за добробит свих. Међутим, немају сви на Алфи исте интересе и циљеве; невидљиве силе ће довести цео град у велику опасност. Уз Дејна Дехана, Кару Делевин и Клајва Овена у филму ће глумити и планетарно популарна певачица Ријана, за коју је Лик Бесон рекао да ће „имати велику улогу и како је узбуђен због тога“.

## Улоге
| Глумац       | Улога                      |
| ------------ | -------------------------- |
| Дејн Дехан   | Валеријан                  |
| Кара Делевин | Лаурилајн                  |
| Клајв Овен   | Арун Филит                 |
| Ријана       | Бабл                       |
| Итан Хок     | Џоли                       |
| Херби Хенкок | министар одбране           |
| Крис Ву      | капетан Неза               |
| Рутгер Хауер | председник федерације људи |